# Brandspuit

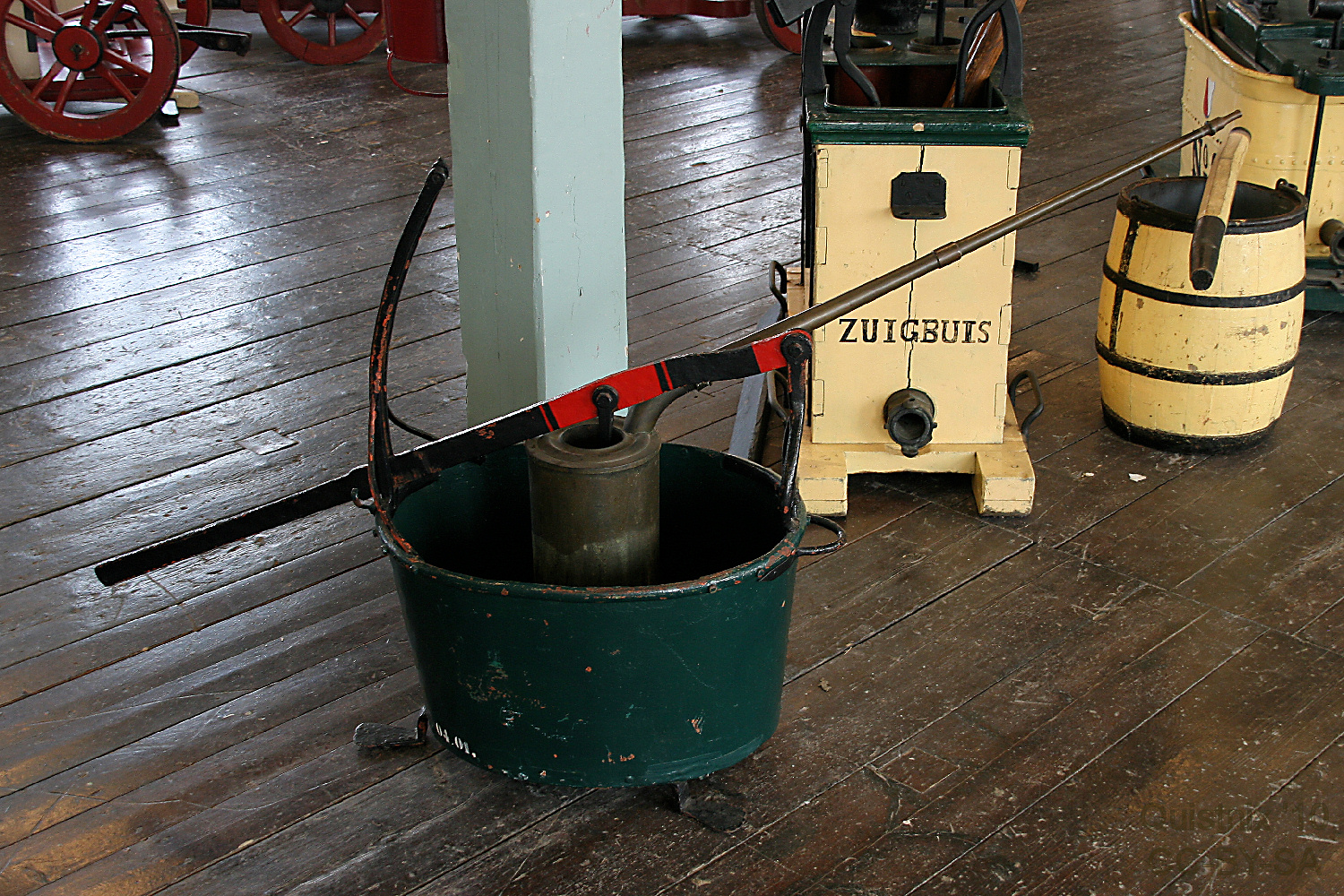
17e-eeuwse brandspuit in het Nationaal Brandweermuseum. Op de achtergrond een zuigpomp van Jan van der Heyden.

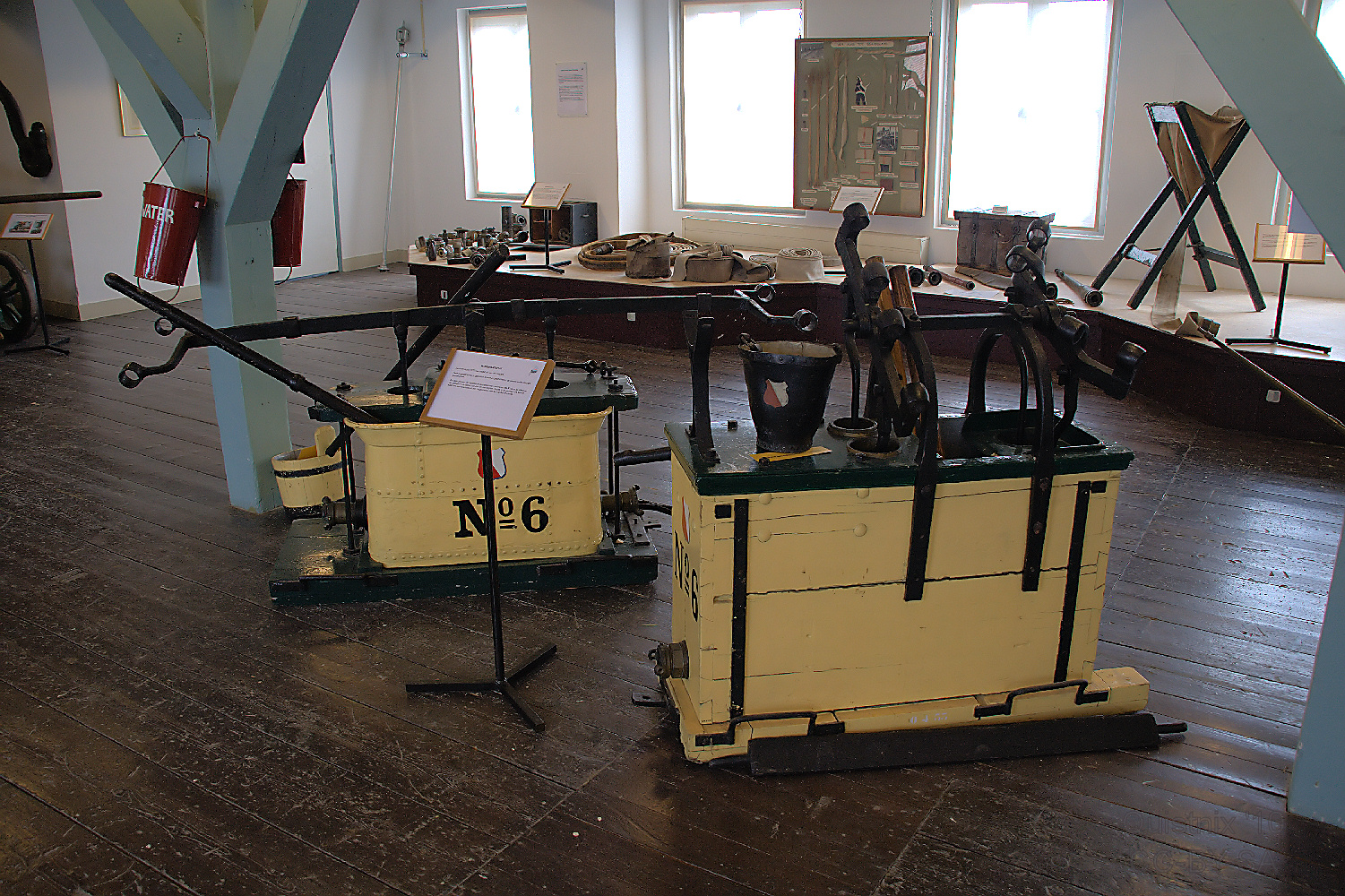
Brandspuit (l) en zuigpomp (r) van Jan van der Heyden.

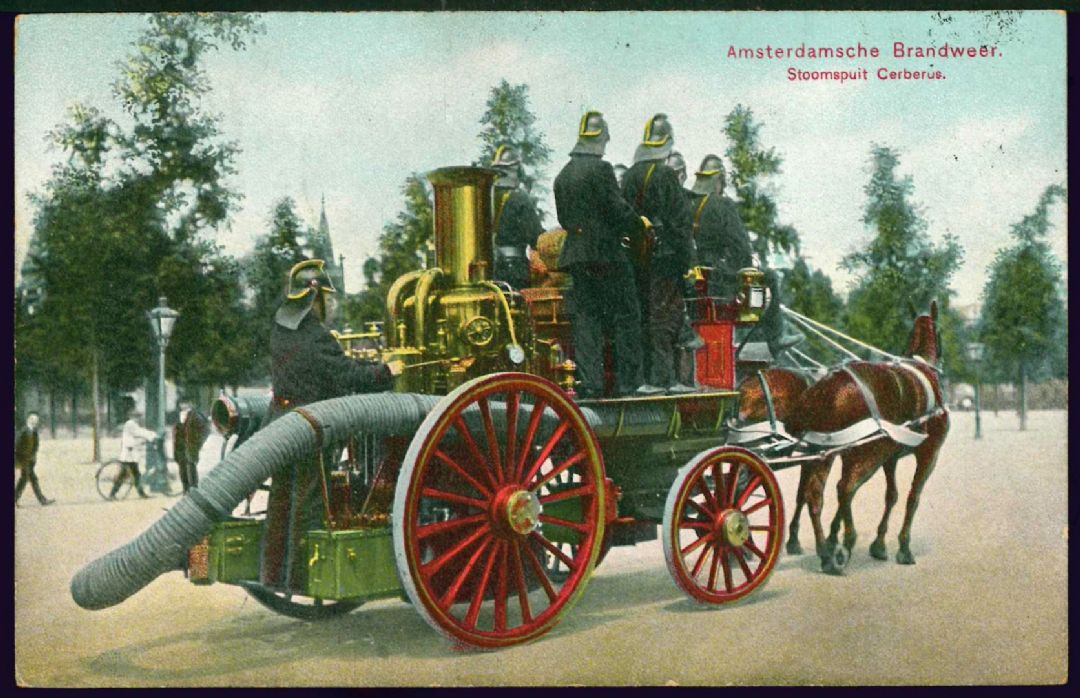
Stoomspuit Cerberus van de Amsterdamse Brandweer; circa 1900.

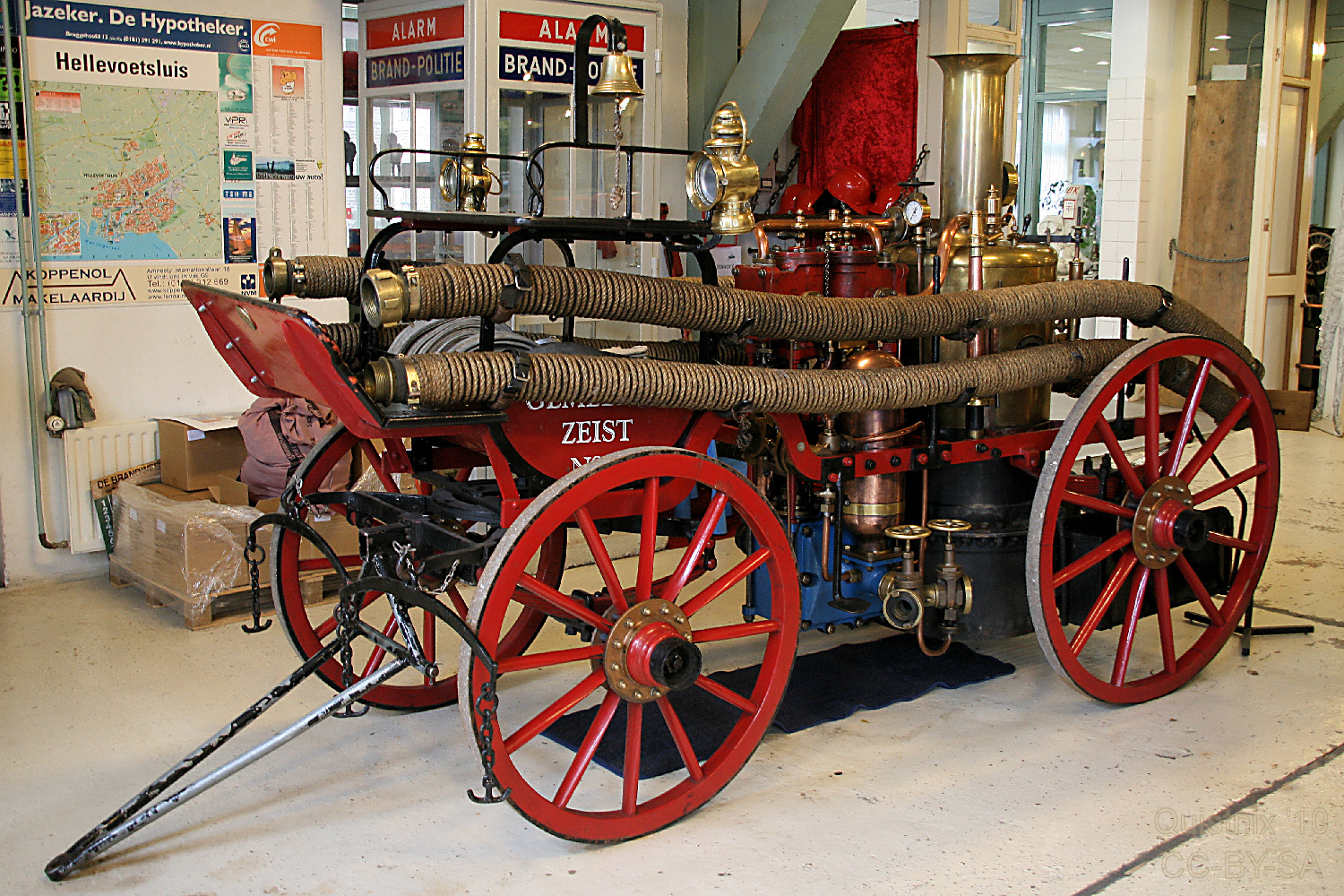
Door paarden getrokken stoombrandspuit, gemeente Zeist.

De brandspuit is een apparaat dat een waterstraal produceert met als doel een brand te blussen. Met een brandspuit kan water hoger en dieper in een brandhaard worden gebracht dan wanneer men water rechtstreeks vanuit een emmer gooit.

## Geschiedenis
De allereerste brandspuiten waren handbediende zuigerpompen, holle cilinders met een zuiger erin. Ze werkten als een soort grote injectiespuit met een handvat of hefboom voor de bediening. Ze konden maar een kleine hoeveelheid water bevatten en moesten telkens vanuit een emmer worden gevuld.
Het eerste Nederlandse octrooi op de brandspuit werd in 1664 verleend aan de Amsterdammers Pieck, Pomp en Van der Veere. Deze brandspuit is te vergelijken met een tobbe waarin een handpomp met een spuitmond eraan is bevestigd. De spuitmond staat onder een hoek van ongeveer 45 graden opgesteld om het water zo ver mogelijk te spuiten. Deze brandspuit leverde weliswaar een constante stroom water, maar had als nadelen dat hij met emmers gevuld moest worden en dat hij zo dicht bij de brandhaard moest worden gebracht dat zowel de bemanning als de brandspuit zelf gevaar liepen te worden geraakt door vonken, brandende brokstukken en puin.
Jan van der Heyden en zijn broer Nicolaas hebben de brandspuit in 1672 verbeterd door er een 'zuigpomp' en lederen brandslangen aan toe te voegen. Het benodigde water kon nu direct uit de gracht opgezogen worden (als filter tegen het vuil diende een gevlochten mandje), terwijl de brandslangen de spuitgasten in staat stelden het vuur veel gerichter te bestrijden. De slangen bestonden uit aan elkaar genaaide stukken leer; de zuigbuis was verstevigd om dichtslaan ten gevolge van de voor het oppompen benodigde onderdruk tegen te gaan.
Al kort na de invoering van deze verbeteringen, werden de zuigpomp en de brandspuit gecombineerd tot een enkel apparaat. De dubbele pompwerking had een "dood" moment tot gevolg, halverwege de slag. Om dit op te vangen werd al snel een extra drukvat aangebracht. Met de daarin opgebouwde druk werd de waterstraal gevoed tijdens het dode moment van de pomp, waardoor de spuit een constante waterstraal produceerde. Op deze vinding verkregen de gebroeders van der Heyden in 1677 patent.
De spuit, die aanvankelijk naar de brand werd gedragen, werd al snel voorzien van wielen. Volgens Jan van der Heyden moesten deze geheel van hout zijn, omdat ijzeren banden op de straatstenen zouden vonken waardoor de brandspuit zelf een brand zou kunnen veroorzaken.
Rond 1780 werden de lederen slangen vervangen door slangen uit waterdicht gemaakte hennepvezels. Deze slangen moesten, net als de leren slangen, na gebruik te drogen worden gehangen.
Vanaf de tweede helft van de achttiende eeuw werden brandspuiten niet meer op handkracht, maar door middel van een stoommachine en later een verbrandingsmotor aangedreven. De brandspuit zelf werd aanvankelijk nog door paarden getrokken, maar tegen het einde van de negentiende eeuw ontstond uit de brandspuit geleidelijk de brandweerauto zoals wij die nu kennen.